# Chodda
Chodda is een geslacht van vlinders van de familie spinneruilen (Erebidae), uit de onderfamilie Calpinae.

## Soorten
- C. costiplaga Bethune-Baker, 1906
- C. oeluropis Meyrick, 1902
- C. sordidula Walker, 1864